# Kalle Anka-partiet

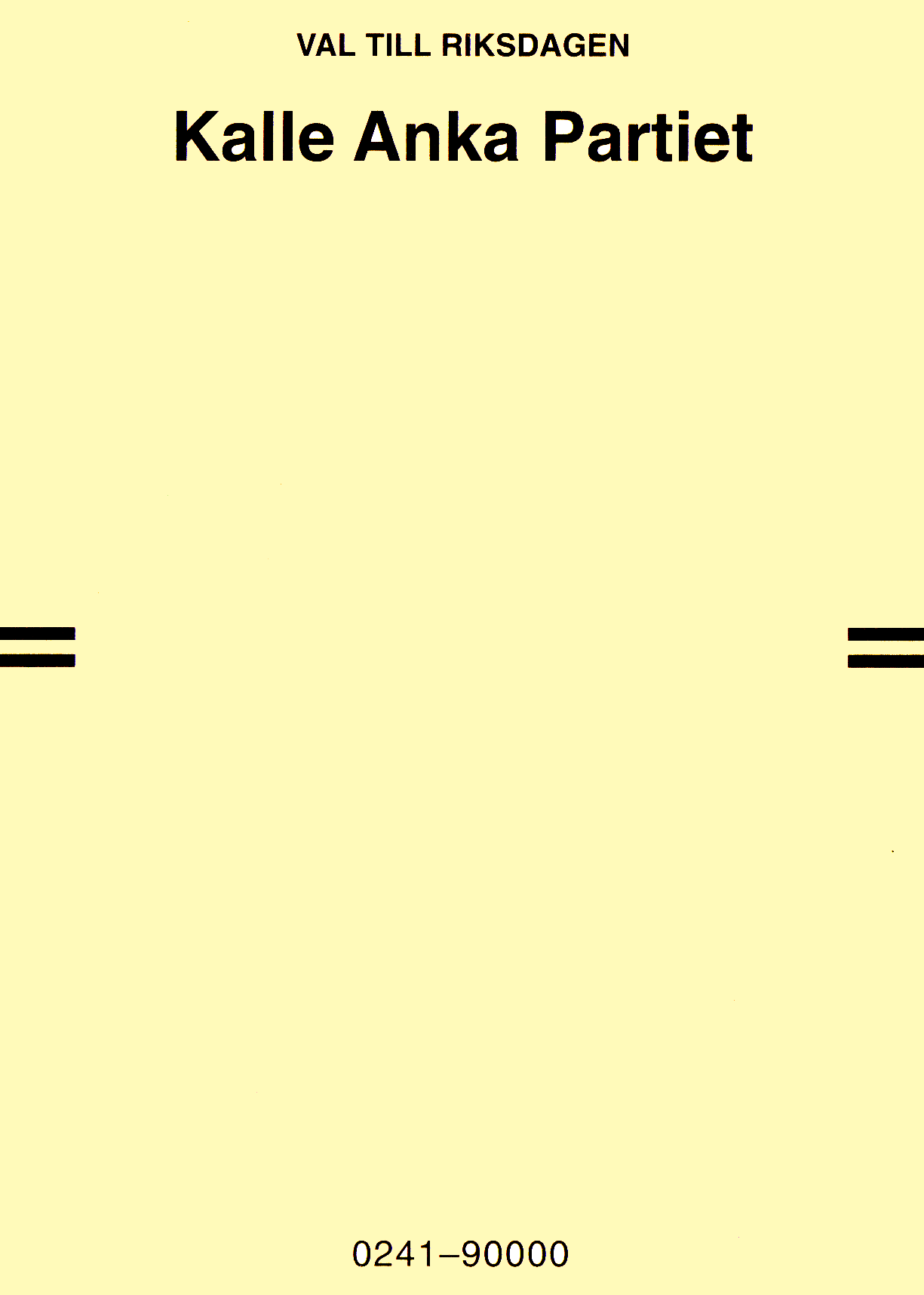
Valsedel för riksdagsval (partibeteckning utan kandidatnamn) (exempel)

Kalle Anka-partiet är ett ursprungligen fiktivt svenskt politiskt parti. Det var från början förmodligen avsett som ett skämt, men etablerades som partibeteckning på blanka valsedlar under 1980-talet. Första gången det redovisades resultat av röster på partiet var i valet 1979. Det fick som mest 1 535 röster i valet 1991.
Eftersom blanka röster utan partinamn var ogiltiga och drogs bort från totalen, medan de med ett partinamn räknades och redovisades, så användes namnet för att visa att man tagit ställning mot de etablerade partierna. Rösterna klumpades sedan ihop under posten övriga partier.
Efter valet 1994 gjordes en utredning av den fria nomineringsrätten inför allmänna val. Man menade att friheten missbrukades och tittade bland annat på att kräva registrering av partier inför allmänna val för att slippa höga röstetal på partier som inte existerade. Ett införande av registreringskrav diskuterades sedan inför flera val och infördes sedan 2018, och Kalle Anka-partiet registrerades inte det året.
Malmö-profilen Bosse Persson (1941–2014) tryckte inför valet 2002 upp 1 000 valsedlar för partiet. Partibeteckningen har för valet 2022 registrerats hos Valmyndigheten i samtliga riksdagsvalkretsar under stavningen Kalle Ankapartiet.

## Valresultat

### Valet 1985
Kalle Anka-partiet fick 298 röster riksdagsvalet.

### Valet 1988
I riksdagsvalet 1988 blev Kalle Anka-partiet tolfte största parti med 700 röster.

### Valet 1991
Inför valet 1991 grundades Ny Demokrati som kom direkt in i Riksdagen, och det nybildade Sjöbopartiet fick över 25 000 röster. Kalle Anka-partiet fick 1 535 röster vilket placerade partiet som 16:e största parti. Robert Aschberg skrevs upp på en av valsedlarna, vilket innebar att han hamnade på valbar plats om rösterna räckt till fyraprocentspärren.

### Valet 1994
I valet 1994 fick Kalle Anka-partiet 692 röster. Efter valet inleddes en utredning av den fria nomineringsrätten inför allmänna val, Man menade att friheten missbrukades och tittade bland annat på att kräva registrering av partier inför allmänna val för att slippa höga röstetal på partier som inte existerade. I kyrkovalet senare samma höst fick Kalle Anka-partiet tillräckligt mycket röster för ett mandat.

### Valet 2010
Partiet fick 170 röster i riksdagsvalet 2010.
| Resultat för olika benämningar av Kalle Anka-partiet i valet 2010 | Resultat för olika benämningar av Kalle Anka-partiet i valet 2010 |
| ----------------------------------------------------------------- | ----------------------------------------------------------------- |
| Kalle Anka Partiet                                                | 107                                                               |
| Kalle Anka                                                        | 45                                                                |
| Kalle Anka partiet                                                | 6                                                                 |
| KALLE ANKA PARTIET                                                | 3                                                                 |
| kalle anka partiet                                                | 2                                                                 |
| Kalle Ankapartiet                                                 | 2                                                                 |
| Kalleankapartiet                                                  | 2                                                                 |
| Övriga beteckningar                                               | 3                                                                 |
| Totalt                                                            | 170                                                               |

### Valet 2014
Partiet fick 133 röster i riksdagsvalet 2014.

### Valet 2018
Inför valet 2018 infördes ett krav på att endast röster på partier som registrerats räknades till Övriga. Kalle Anka-partiet hade inte registrerats och rösterna på det partiet förklarades alltså ogiltiga och redovisades inte.

### Valet 2022
Inför riksdagsvalet 2022 registrerades partibeteckningen Kalle ankapartiet som fick 144 röster.

## Andra Bosse Persson-partier
Bland de partibeteckningar Bosse Persson har registrerat hos Valmyndigheten märks ett fyrtiotal gjorda huvudsakligen inför valen 2002 och 2006, med namn som Blankröstar-partiet, Singelpartiet, Tomte-partiet, Hundpartiet, Landet vi ärvde-partiet, Shamanens-Urbefolknings-parti, Den kokta grodans-parti, Vikingapartiet, ATP-pensions och änkepensions-partiet, Kloning, nej tack jag är en unik människa-partiet, Djurskyddspartiet, Palmes Parti, Gunnar Heléns Förenade Traktorparti etc. De har dock inte genererat mer än någon handfull röster.